# لجنة البرلمان الأوروبي لصيد الأسماك
لجنة مصايد الأسماك (بالإنجليزية: Committee on Fisheries)‏ المعروفة اختصاراً بـ PECH هي إحدى لجان البرلمان الأوروبي. يرأس هذه اللجنة حالياً ماريا ديل كارمن كريسبو دياز.

## مهام اللجنة
لجنة مصايد الأسماك مسؤولة عن:
1. تشغيل وتطوير سياسة مصايد الأسماك المشتركة وإدارتها
2. الحفاظ على الموارد السمكية وإدارة مصائد الأسماك والأساطيل التي تستغل هذه الموارد والأبحاث البحرية والتطبيقية في مجال صيد الأسماك
3. التنظيم المشترك لسوق منتجات مصايد الأسماك وتربية الأحياء المائية ومعالجتها وتسويقها
4. السياسة الهيكلية في قطاعي مصايد الأسماك وتربية الأحياء المائية، بما في ذلك الأدوات المالية والصناديق اللازمة لتوجيه مصايد الأسماك لدعم هذه القطاعات
5. السياسة البحرية المتكاملة فيما يتعلق بأنشطة الصيد
6. اتفاقيات الشراكة في مجال مصايد الأسماك المستدامة، والمنظمات الإقليمية لمصايد الأسماك، وتنفيذ الالتزامات الدولية في مجال مصايد الأسماك